# Kąpieliska w Krakowie

## Kąpieliska naturalne
- Kąpielisko „Przylasek Rusiecki”
- Zalew Brzegi
- Zalew Bagry
- Zalew Zakrzówek
- Oczko wodne Bonarka
- Zalew Nowohucki
- Zalew Na Piaskach i Zalew Budzyński obok Kryspinowa[1] (w sąsiadującej z Krakowem gminie Liszki)

## Baseny odkryte
- Clepardia, ul. Mackiewicza 14
- OSiR Krakowianka, ul. Żywiecka Boczna 2
- OSiR Krakowianka, ul. Bulwarowa 1
- OSiR Krakowianka, ul. Eisenberga 2 - obecnie nieczynne, planowana budowa nowego kompleksu
- Nowa Huta, ul. Ptaszyckiego 4

## Baseny kryte

### Ogólnodostępne
- Międzyszkolny Basen Pływacki, os. Kolorowe 29
- Basen Uniwersytetu Ekonomicznego, ul. Rakowicka 27
- Basen YMCA Kraków, ul. Krowoderska 8
- Basen TS Wisła, ul. Reymonta 22
- Basen KS Korona, ul. Kalwaryjska 9
- Park wodny, ul. Dobrego Pasterza 126
- Basen Centrum Sportu i Rekreacji Cascada, ul. Szuwarowa 1,
- Com Com Zone, ul. Ptaszyckiego 4
- Com Com Zone, ul. Kurczaba 29
- Basen Uniwersytetu Pedagogicznego, ul. Ingardena 4
- Basen Centrum Młodzieży im. Henryka Jordana, ul. Krowoderska 8
- Skotniki, ul. Winnicka 40
- Basen Akademii Górniczo-Hutniczej, ul. Buszka 4

### Hotelowe
- Hotel Novotel, ul. Armii Krajowej 11
- Hotel Orient, ul. Sołtysowska 25a